# Sinfonia n.º 2 (Mendelssohn)
A Sinfonia nº. 2 em Si bemol maior, op. 52, conhecida como "Lobgesang" (em português, "Canto de louvor"), é uma sinfonia-cantata composta em 1840 pelo compositor alemão Felix Mendelssohn para solistas, coro, órgão e orquestra.

## Contexto histórico
Mendelssohn teria recebido a encomenda em 1839 do Conselho da cidade de Leipzig (Alemanha), por ocasião do 400º aniversário da invenção da prensa por Johannes Gutenberg. O compositor lutou por um bom tempo para encontrar a forma mais adequada para a obra. Ele pensou em um oratório ou em pôr salmos em música, até que finalmente encontrou a forma adequada em uma mistura de sinfonia e cantata. Assim surgiu a Lobgesang, tocada pela primeira vez em 25 de junho de 1840, em um grande concerto, na Igreja de São Tomás. Mais tarde, Mendelssohn ainda acrescentou alguns movimentos à obra. Essa segunda versão foi apresentada pela primeira vez em 3 de dezembro de 1840, também em Leipzig.
A estreia de Lobgesang foi um grande sucesso, e a peça tornou-se uma das obras de Mendelssohn mais executadas durante a vida do compositor. Para Mendelssohn, a peça representou uma reviravolta após um bloqueio criativo que durou uma década e meia, durante a qual ele não conseguiu concluir uma obra sinfônica de modo satisfatório. Depois de apresentações sem sucesso, o compositor havia abandonado sua Sinfonia da Reforma e adiou o trabalho em suas sinfonias “Italiana” e “Escocesa”, pois não estava mais convencido dos princípios de suas composições.
Para Lobgesang, foi solicitada uma combinação de uma obra sinfônica com parte coral. Foi esse impulso que permitiu que Mendelssohn resolvesse um problema estético típico do Romantismo e encontrasse uma forma aceitável de interação entre poesia e música. Depois de ter solucionado esse problema, Mendelssohn conseguiu superar seu bloqueio e concluir as outras obras de forma que o satisfizesse. Ele completou e publicou sua Sinfonia Escocesa e também musicou o poema Die erste Walpurgisnacht, de Goethe, sendo essa sua segunda sinfonia cantata que, diferentemente de Lobgesang, era de caráter secular.
Em 1842, Mendelssohn publicou sua Sinfonia Escocesa como Sinfonia nº. 3, embora uma Sinfonia nº. 2 só tenha sido publicada em caráter póstumo. Acredita-se que o compositor tenha previsto esse número para sua Sinfonia Italiana, composta anteriormente. Após a estreia em 1833, entretanto, ele decidiu revisá-la, mas nunca a terminou, tendo sido publicada postumamente como Sinfonia nº .4. Décadas após sua morte, Lobgesang juntou-se à obra completa como Sinfonia nº 2 para preencher essa lacuna, embora não houvesse nenhum indício de que essa fosse a intenção do compositor. No novo Mendelssohn-Werkverzeichnis (2009, Índice das obras de Mendelssohn), Lobgesang não está mais listada entre as sinfonias, mas entre as obras vocais.
A primeira edição foi dedicada ao rei Frederico Augusto II da Saxônia.

## Descrição da obra
A obra é em Si bemol maior e é formalmente dividida em duas partes: a primeira, a sinfonia, que representa cerca de um terço da obra e consiste em três movimentos instrumentais interligados e sem pausa; e a segunda, a cantata, formada pelos números 2 a 10 da obra. As duas partes da obra, contudo, não são independentes, pois são conectadas pelo tratamento dos temas musicais. Assim, o vibrante tema inicial só se revela verdadeiramente para o ouvinte quando a parte da cantata se encaixa à letra Alles was Odem hat, lobe den Herrn (Todos que têm um sopro de vida/respiram, louvem ao Senhor), passagem que dá título à obra.  
Para o texto da obra, o compositor uniu citações da Bíblia com o hino protestante de Martin Rinckart Nun danket alle Gott (Agradecei agora a Deus), e a partir disso elaborou três temas principais: o louvor de Deus, a fidelidade de Deus para aqueles que esperam a sua ajuda e seu consolo e a ascensão do povo de Deus das trevas para a luz. Mendelssohn enfatiza o último tema em particular, porque consegue vincular os temas bíblicos ao objetivo da obra: o desenvolvimento da prensa móvel e a primeira Bíblia impressa por Gutenberg conduzem ao clímax, que leva o cristianismo da Idade das trevas e da ignorância até uma nova era de esclarecimento. Isto é enfatizado no clímax dramático da obra, quando a pergunta do tenor solo “Hüter, ist die Nacht bald hin?” (Guardião, a noite está acabando?) é repetida com um tom de súplica cada vez maior, sendo primeiramente respondida com uma afirmativa pela soprano e depois pelo radiante tutti: “Die Nacht ist vergangen!” (A noite já passou!). Mendelssohn escreve sobre esta parte em uma carta: “para a introdução do coro “Die Nacht ist vergangen”, encontrei as palavras na Bíblia. Elas não poderiam ser mais bonitas e se encaixam como se estivessem sido escritas para essa música...” Muitas vezes, Mendelssohn também repete trechos do texto, passando primeiro pelos solistas e depois os repetindo no coro, simbolizando a propagação da iluminação do povo de Deus. Com o tratamento do texto, Mendelssohn dá seguimento à tradição do Oratório do século XVIII.
A duração da execução da 1ª versão é de cerca de 37 minutos no total, e da 2ª versão, de aproximadamente 55 minutos.

## Instrumentação
- Solistas: 2 Sopranos, 1 Tenor
- Coro: SCTB
- Orquestra: 2 Flauta, 2 Oboés, 2 Clarinetas, 2 Fagotes, 4 Trompas, 2 Trompetes, 3 Trombones, Tímpano, Órgão, Cordas

## Texto
1. Sinfonia
- Maestoso con moto – Allegro
- Allegretto un poco agitato
- Adagio religioso

2. Coro; Soprano e coral feminino
Allegro moderato maestoso – Animato

Alles, was Odem hat, lobe den Herrn!

Halleluja, lobe den Herrn! (Bíblia|Sl|150||Tradução de Martinho Lutero)

Allegro di molto

Lobt den Herrn mit Saitenspiel, 

Lobt ihn mit eurem Liede! (Bíblia|Sl|33||Lutero)

Und alles Fleisch lobe seinen heiligen Namen. Sl|145|Lutero)

Alles was Odem hat, lobe den Herrn!

 

Molto più moderato ma con fuoco

Lobe den Herrn, meine Seele, 

Und was in mir ist, seinen heiligen Namen!

Und vergiß es nicht, was er dir Gutes getan. (Bíblia|Sl|103|Lutero)
3. Tenor – Recitativo e Aria
Rezitativ

Saget es, die ihr erlöst seid durch den Herrn,

Die er aus der Not errettet hat,

Aus schwerer Trübsal, aus Schmach und Banden,

Die ihr gefangen im Dunkeln waret,

Alle, die er erlöst hat aus der Not.

Saget es! Danket ihm und rühmet seine Güte! (Bíblia|Sl|107|Lutero)

Allegro moderato

Er zählet unsre Tränen in der Zeit der Not.

Er tröstet die Betrübten mit seinem Wort. (Bíblia|Sl|56||Lutero)

Saget es! Danket ihm und rühmet seine Güte!

Saget es! Danket ihm und rühmet seine Güte.
4. Coro
A tempo moderato

Sagt es, die ihr erlöset seid 

Von dem Herrn aus aller Trübsal. 

Er zählet unsere Tränen in der Zeit der Not.
5. Dueto Soprano I e II, Coro
Andante

Ich harrete des Herrn, und er neigte sich zu mir 

Und hörte mein Flehn.

Wohl dem, der seine Hoffnung setzt auf den Herrn!

Wohl dem, der seine Hoffnung setzt auf ihn! (Bíblia|Ps|40|Lutero)
6. Tenor
Allegro un poco agitato

Stricke des Todes hatten uns umfangen,

Und Angst der Hölle hatte uns getroffen,

Wir wandelten in Finsternis. (Bíblia|Sl|116|Lutero)

Er aber spricht: Wache auf! 

Wache auf, der du schläfst,

Stehe auf von den Toten, 

Ich will dich erleuchten! (Bíblia|Ef|5|14|Lutero)

Allegro assai agitato

Wir riefen in der Finsternis: 

Hüter, ist die Nacht bald hin?

Tempo I, moderato

Der Hüter aber sprach: 

Wenn der Morgen schon kommt, 

So wird es doch Nacht sein;

Wenn ihr schon fraget, 

So werdet ihr doch wiederkommen

Und wieder fragen: 

Hüter, ist die Nacht bald hin? (Bíblia|Is|21|Lutero)

Sopran

Die Nacht ist vergangen!
7. Coro
Allegro maestoso e molto vivace

Die Nacht ist vergangen, 

Der Tag aber herbeigekommen.

So laßt uns ablegen die Werke der Finsternis

Und anlegen die Waffen des Lichts,

Und ergreifen die Waffen des Lichts. (Bíblia|Rom|13|12|Lutero)
8. Coro
Choral: Andante con moto

Nun danket alle Gott 

Mit Herzen, Mund und Händen,

Der sich in aller Not 

Will gnädig zu uns wenden,

Der so viel Gutes tut; 

Von Kindesbeinen an 

Uns hielt in seiner Hut,

Und allen wohlgetan.

Un poco più animato

Lob, Ehr’ und Preis sei Gott, 

Dem Vater und dem Sohne,

Und seinem heil’gen Geist 

Im höchsten Himmelsthrone.

Lob dem dreieinen Gott, 

Der Nacht und Dunkel schied

Von Licht und Morgenrot, 

Ihm danket unser Lied.
9. Dueto Soprano e Tenor
Andante sostenuto assai

Drum sing’ ich mit meinem Liede 

Ewig dein Lob, du treuer Gott!

Und danke dir für alles Gute, das du an mir getan!

Und wandl’ ich in der Nacht und tiefem Dunkel,

Und die Feinde umher stellen mir nach:

So rufe ich an den Namen des Herrn,

Und er errettet mich nach seiner Güte.

Und wandl’ ich in Nacht, so ruf ich deinen Namen an,

Ewig, du treuer Gott!
10. Coro final
Allegro non troppo

Ihr Völker, bringet her dem Herrn Ehre und Macht!

Ihr Könige, bringet her dem Herrn Ehre und Macht!

Der Himmel bringe her dem Herrn Ehre und Macht!

Die Erde bringe her dem Herrn Ehre und Macht! (Bíblia|Sl|96|Lutero)

Più vivace

Alles danke dem Herrn!

Danket dem Herrn und rühmt seinen Namen 

Und preiset seine Herrlichkeit. (Bíblia|1 Cr|16|8-10|Lutero)

Maestoso como I

Alles, was Odem hat, lobe den Herrn, 

Halleluja, lobe den Herrn! (Bíblia|Sl|150|Lutero)

## Versões em português
Em português, existe a parte "Alles was Odem hat, lobe den Herrn" como música avulsa com o título "Todos os corações louvem a Deus".
Existe também uma versão em português da parte 5, "Ich harrete des Herrn, und er neigte sich zu mir", com o título "Eu esperei em Deus", por J. W. Faustini, em Exultate Deo, Publ. Evelina Harper, 1955.

## Links
- Mendelssohn, 2. Sinfonie: partituras livres no International Music Score Library Project.
- Descrição detalhada em alemão (PDF; 315 KB)